# جو ديلاني
جو ديلاني (بالإنجليزية: Joe Delaney)‏ هو لاعب كرة قدم أمريكية أمريكي، ولد في 30 أكتوبر 1958 في هندرسون في الولايات المتحدة، وتوفي في 29 يونيو 1983 في مونرو في الولايات المتحدة بسبب غرق.

## وصلات خارجية
- جو ديلاني على موقع مرجع كرة القدم المحترفة.كوم (الإنجليزية)
- جو ديلاني على موقع قاعة لويزيانا للمشاهير الرياضية (الإنجليزية)
- جو ديلاني على موقع IMDb (الإنجليزية)